# Премія Фонду Блюзу за досягнення впродовж життя
Премія Фонду Блюзу за досягнення впродовж життя (англ. Blues Foundation Lifetime Achievement Award) — спеціальна нагорода Фонду Блюзу  діячам, які впродовж свого життя зробили видатний внесок в галузі блюзу. Започаткована 1995 року.
Премію за досягнення впродовж життя мають можливість отримати як діячі мистецтва, так і видатні фігури музичної індустрії. Першим її отримав 1995 року музичний продюсер Джеррі Векслер (1917 – 2008). 

## Володарі премії
| Рік  | Володар                             | Прим.        |
| ---- | ----------------------------------- | ------------ |
| 1995 | Джеррі Векслер                      | [ 1 ]        |
| 1996 | Джон Лі Гукер                       | [ 2 ]        |
| 1997 | Б.Б. Кінг                           | [ 3 ]        |
| 1998 | Ахмет Ертегюн, Боббі «Блю» Бленд    | [ 4 ]        |
| 1999 | Коко Тейлор, Етта Джеймс, Рут Браун | [ 5 ]        |
| 2000 | Рей Чарлз                           | [ 6 ]        |
| 2002 | Сем Філліпс                         | [ 7 ]        |
| 2005 | Джо Віллі «Пайнтоп» Перкінс         | [ 7 ] [ 8 ]  |
| 2010 | Бадді Гай                           | [ 9 ] [ 10 ] |